# باران (ترانه مدونا)
«باران» (به انگلیسی: Rain) تک‌آهنگی از هنرمند اهل ایالات متحده آمریکا مدونا است که در ۱۷ ژوئیه ۱۹۹۳ منتشر شد. این تک‌آهنگ در آلبوم اروتیکا قرار داشت.